# Сулеюв
Сулеюв (пол. Sulejów)  —  город  в Польше, входит в Лодзинское воеводство,  Пётркувский повят.  Имеет статус городской гмины. Занимает площадь 26,25 км². Население — 6 349 человек (на 2005 год).

## Города-побратимы
- Тишнов, Чехия
- Славута, Україна